# Thomas Wandschneider
Thomas Wandschneider, né le 7 novembre 1963 à Buxtehude (Allemagne), est un joueur handisport de badminton allemand.

## Situation personnelle

### Vie privée
Après un accident de voiture en mai 2000, Wandschneider a reçu un diagnostic de paraplégie.